# Yokuts de la vall
El Yokuts de la vall era un continu dialectal de les llengües yokuts de Califòrnia.
El chukchansi, que encara es parla, és ensenyat a classes de preescolar i a l'escola primària. Encara que no té ja parlants nadius, el tachi té un programa de llenguatge Headstart.

## Varietats
El yokuts de la vall és considerat de vegades tres idiomes, dels quals només el yokuts de la vall del nord encara es parla.
- Yokuts de la vall més al nord (Yokuts del delta) (†)

Yachikumne (Chulamni)
Chalostaca
Lakisamni
Tawalimni
- Yokuts de la vall del nord

Nopṭinṭe
Chawchila
Chukchansi
Kechayi
Dumna
- Yokuts de la vall del sud (†)

Wechihit
Nutunutu–Tachi
Chunut (Sumtache)
Wo’lasi–Choynok
Wowol
Telamni
Koyeti–Yawelmani
D'ells, el yawelmani /jɑːwɛlˈmɑːni/, també conegut com a Yowlumni, és el més conegut.

## Fonologia
El yawelmani podria ser pres com a representatiu.

### Consonants
|            |              | Bilabial | Dental | Retroflexa | Palatal | Velar | Glotal |
| ---------- | ------------ | -------- | ------ | ---------- | ------- | ----- | ------ |
| Oclusiva   | Tènue        | p p      | t t    | ṭ ʈ        |         | k k   | ʼ ʔ    |
| Oclusiva   | Aspirada     | ph pʰ    | th tʰ  | ṭh ʈʰ      |         | kh kʰ |        |
| Oclusiva   | Ejectiva     | pʼ       | tʼ     | ṭʼ ʈʼ      |         | kʼ kʼ |        |
| Africada   | Tènue        |          | c t͡s   |            |         |       |        |
| Africada   | Aspirada     |          | ch t͡sʰ |            |         |       |        |
| Africada   | Ejectiva     |          | cʼ t͡sʼ |            |         |       |        |
| Fricativa  | Fricativa    |          | s s    | ṣ ʂ        |         | x x   | h h    |
| Nasal      | Plana        | m m      | n n    |            |         |       |        |
| Nasal      | Glottalized  | mʼ mʼ    | nʼ nʼ  |            |         |       |        |
| Aproximant | Plana        | w w      | l l    |            | y j     |       |        |
| Aproximant | Glotalitzada | wʼ wʼ    | lʼ lʼ  |            | yʼ jʼ   |       |        |

### Vocals
Yawelmani té 8 fonemes vocals:
|         | No arrodonides | No arrodonides | Arrodonides | Arrodonides |
| curta   | llarga         | curta          | llarga      |             |
| Alta    | i              | iː             | u           | uː          |
| No alta | a              | aː             | ɔ           | ɔː          |

- Hi ha 4 parells de vocals curtes.
- Les vocals altes curtes poden arribar a ser més centralitzades en la parla ràpida: /i/ → [ɪ], /u/ → [ʊ].
- Les vocals llargues altes són gairebé sempre més baixes que els seus contraparts curts: /iː/ → [ɛː], /uː/ → [ɔː].
- Totes les vocals llargues poden escurçar per un procés fonològic. Per tant, una sola vocal llarga té dues diferents realitzacions fonètiques:
  - /iː/ → [ɛ, ɛː],
  - /aː/ → [a, aː],
  - /uː/ → [ɔ, ɔː],
  - /ɔː/ → [ɔ, ɔː].
- Recordeu que la vocal alta llarga /uː/ es pronuncia generalment igual que /ɔ/ and /ɔː/.

Com es pot veure, les vocals yawelmani tenen un nombre de diferents realitzacions (fons) que es resumeixen a continuació:
|            | Frontal | Frontal | Posterior | Posterior |
| curta      | llarga  | curta   | llarga    |           |
| Alta       | i       |         | u         |           |
| Quasi Alta | ɪ       |         | ʊ         |           |
| Mitjana    | ɛ       | ɛː      | ɔ         | ɔː        |
| Baixa      |         |         | a         | aː        |